# Hell’s Kitchen (Manhattan)

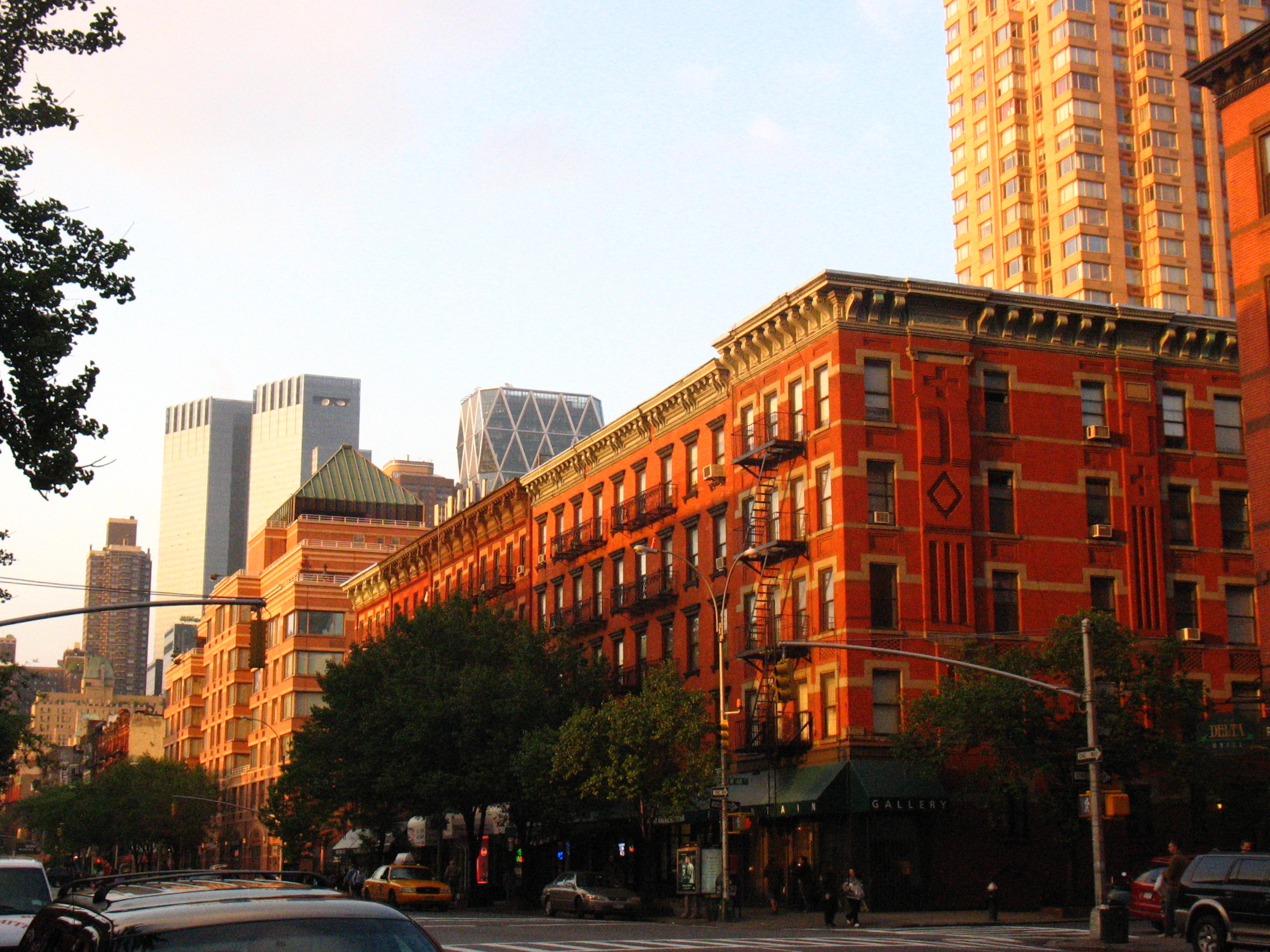
Widok pomiędzy 47. i 48. ulicą na Ninth Avenue, patrząc na północ w kierunku Time Warner Center i Hearst Tower

Hell’s Kitchen, znana również jako Clinton albo Midtown West – dzielnica (neighborhood) Manhattanu w mieście Nowy Jork, położona w przybliżeniu między ulicami 34. i 59., od 8th Avenue do rzeki Hudson.
Jest zapleczem transportowym, szpitalnym i magazynowym biznesowej dzielnicy Midtown Manhattan. Jej kiepska reputacja, której zawdzięcza swą „diabelską” nazwę, do początku lat 90. zaniżała ceny tamtejszych nieruchomości w porównaniu z resztą Manhattanu.
W przeszłości Hell’s Kitchen była jednym z centrów nowojorskiego świata przestępczego, zwłaszcza mafii irlandzkiej. Urodzili się tu lub wychowali m.in.: gangster Owney Madden, przemytnik alkoholu Bill Dwyer i szefowie gangu z zachodniego Manhattanu (tzw. Westies) James Coonan i Mickey Featherstone.

## Atrakcje Hell’s Kitchen
- Port Authority Bus Terminal(inne języki)
- John Jay College(inne języki)
- Javits Convention Center(inne języki)

Miejsce, gdzie swoje dzieciństwo spędził Sylwester Stallone.